# Lissonotus simplex
Lissonotus simplex är en skalbaggsart som beskrevs av Bates 1870. Lissonotus simplex ingår i släktet Lissonotus och familjen långhorningar. Inga underarter finns listade i Catalogue of Life.